# Godofredo de Conversano
Godofredo de Elder (morto em setembro de 1100) foi um nobre ítalo-normando. Era sobrinho de Roberto Guiscard através de uma de suas irmãs, era o conde de Conversano de 1072 e o senhor de Brindisi e Nardò de 1070, até sua morte.
De acordo com Godofredo Malaterra, Godofredo conquistou a maior parte de suas terras com seu próprio esforço (sua strenuitate) e sem a ajuda de Guiscard. Assim, quando, em 1067, Guiscard exigiu homenagem ao castelo de Montepeloso, ele recusou. Roberto o levou até o calcanhar na guerra subsequente e Godofredo fez homenagem. Entre as outras terras que tinha conquistado dos bizantinos estavam Polignano e Monopoli.
Juntou-se a seus primos Abelardo e Hermano, seu irmão Roberto, e Henrique, conde de Monte Sant'Angelo em uma rebelião entre 1079 e 1082, enquanto Guiscard estava afastado lutando contra o Império Bizantino nos Bálcãs. Seu irmão morreu em julho de 1080 e Abelard um ano depois. Enquanto ele estava cercando Oria, uma cidade na Via Ápia entre Brindisi e Taranto, Roberto voltou a Otranto e começaram a marchar em direção a ele. Embora tivesse inúmeras tropas, fugiu assim mesmo.
Em 1083, foi reconciliado com Roberto Guiscard e o acompanhou em sua expedição bizantina final. Estava presente no sínodo realizado em Melfi em 1089. Foi um patrono dos mosteiros locais.
Morreu provavelmente em Brindisi, em 1100 e 1101. Deixou três filhos e uma filha: Roberto, Alexandre, Tancredo e Síbila, que se casou com Roberto Curthose, duque de Normandia.